# Cynips quercusfolii
Cynips quercusfolii es una especie de insecto himenóptero de la familia Cynipidae. Se trata de una especie responsable de la formación de agallas en el envés de las hojas de los robles, donde se desarrollan sus larvas hasta que emergen en su forma adulta. Los adultos son de color negro y de unos tres milímetros de tamaño.

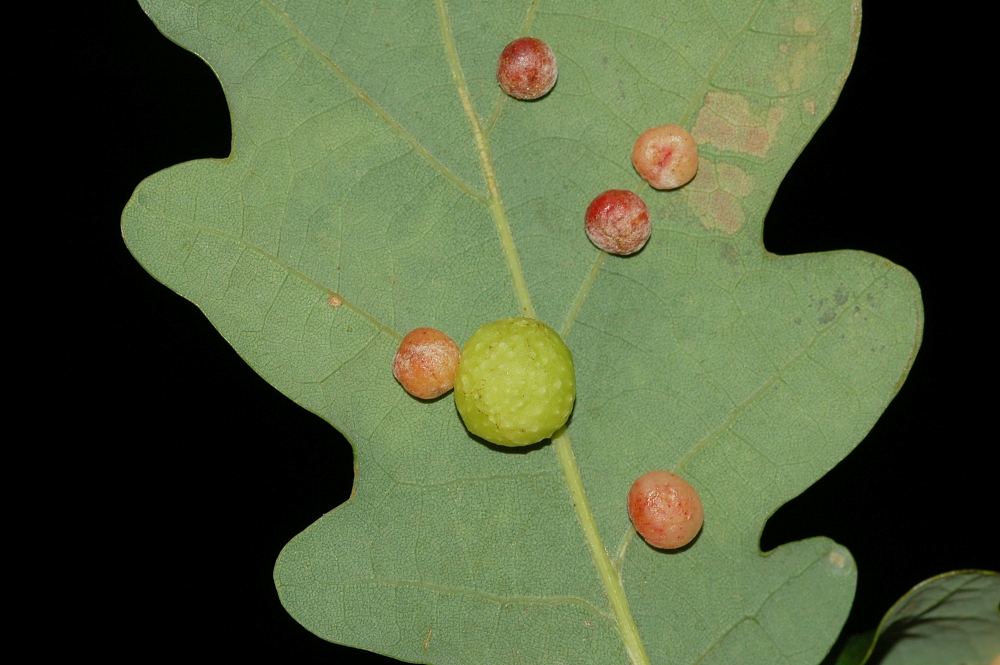
Agallas de Cynips quercusfolii.

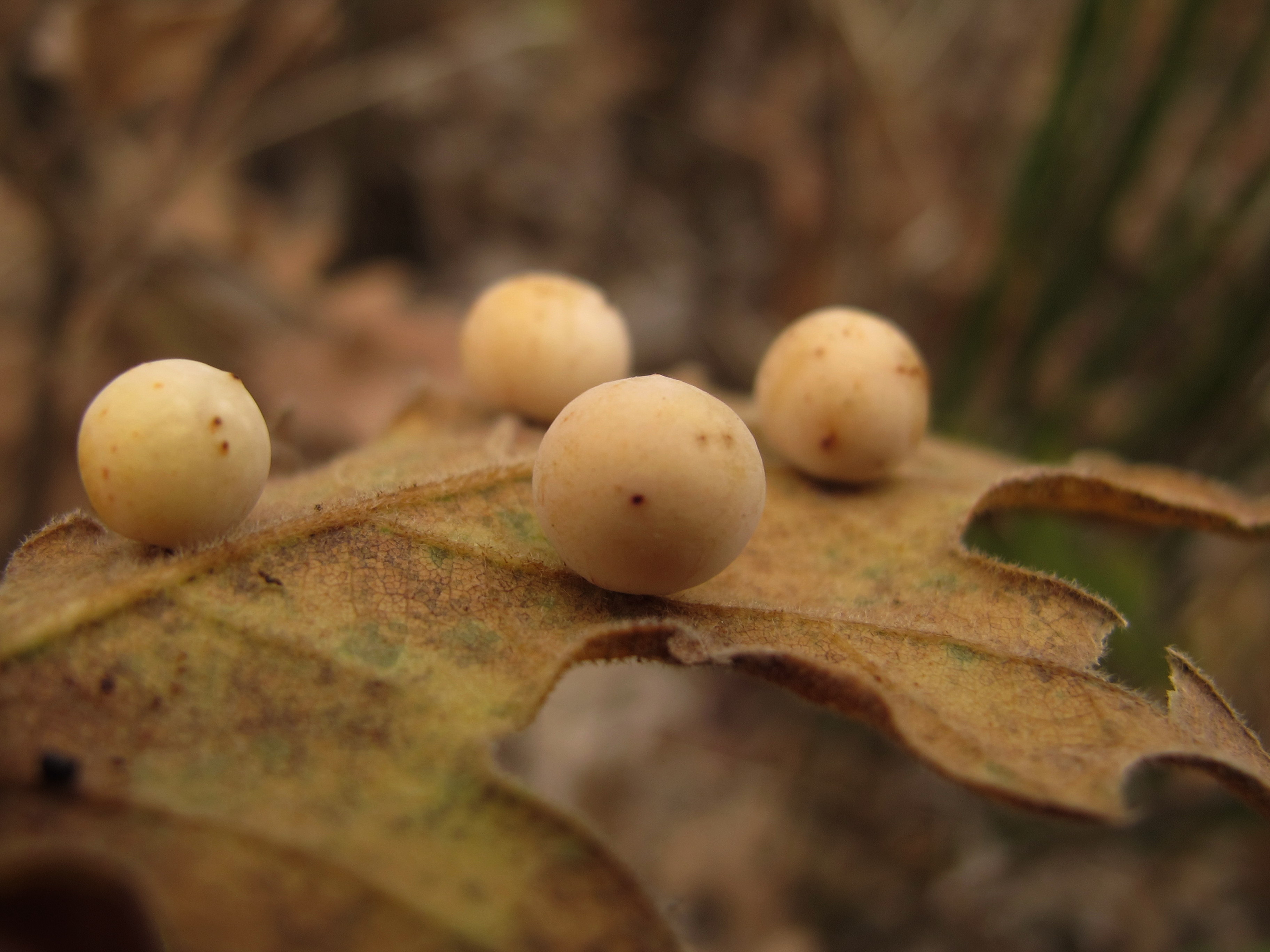
Agallas ya secas.

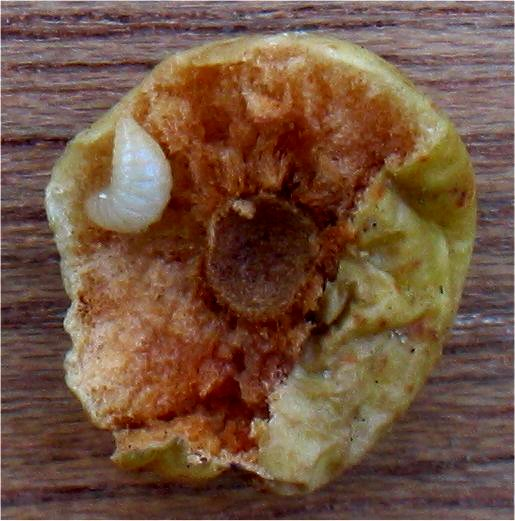
Sección transversal de una agalla. En la parte superior izquierda, la larva de Cynips quercusfolii.

Las hembras producen huevos fértiles mediante un tipo de partenogénesis conocida como telitoquia; los depositan en las nervaduras del envés de las hojas de los robles.
Al eclosionar las larvas inducen la hinchazón de los tejidos vegetales que se encuentran alrededor formando una agalla denominada gallarita o agalla cereza.
Estas agallas esféricas tienen entre 10 y 22 milímetros de diámetro, su superficie es lisa o con pequeñas verrugas y las paredes son gruesas. Inicialmente son carnosas y de color verde y con el tiempo se endurecen y tornan a marrón rojizo. En el interior se encuentra una única cámara larval de 3 o 4 milímetros de tamaño donde se desarrolla la larva. La emergencia se produce entre diciembre y febrero.